# Municipio de Norton (Minnesota)
El municipio de Norton (en inglés: Norton Township) es un municipio ubicado en el condado de Winona en el estado estadounidense de Minnesota. En el año 2010 tenía una población de 490 habitantes y una densidad poblacional de 5,81 personas por km².

## Geografía
El municipio de Norton se encuentra ubicado en las coordenadas 44°3′48″N 91°53′43″O / 44.06333, -91.89528. Según la Oficina del Censo de los Estados Unidos, el municipio tiene una superficie total de 84.4 km², de la cual 84,4 km² corresponden a tierra firme y (0 %) 0 km² es agua.

## Demografía
Según el censo de 2010, había 490 personas residiendo en el municipio de Norton. La densidad de población era de 5,81 hab./km². De los 490 habitantes, el municipio de Norton estaba compuesto por el 95,92 % blancos, el 0,61 % eran asiáticos, el 1,84 % eran de otras razas y el 1,63 % eran de una mezcla de razas. Del total de la población el 4,29 % eran hispanos o latinos de cualquier raza.